# Life Behind Machines
Life Behind Machines är det femte studioalbumet från poppunkgruppen Allister. Albumet släpptes 3 oktober 2012.

## Låtlista
1. 5 Years
2. A Thousand Miles Away
3. Haley
4. Stuck Powered On
5. Drive
6. Pretty Damn Close
7. Tehered to the Wall
8. Something Better
9. If You Didn’t Mean It
10. Live Fast Die Young
11. Perfect Harmony
12. Loco-Motion (Cover)